# Classe P400
Les P400 sont un type 
de patrouilleurs de la Marine nationale française, construits aux Constructions mécaniques de Normandie et commissionnés de 1986 à 1988, le dernier sous pavillon français étant retiré en 2023. Leur mission est d'accomplir des opérations de police au large de la zone économique exclusive (ZEE) française.

## Historique
Pour répondre au besoin résultant de la création de la ZEE française de 200 nautiques, laMarine nationale lance en 1981 un programme de 10 patrouilleurs de 400 tonnes, destinés à remplacer La Combattante (P730) de 230 tonnes, admise au service actif en 1963, et les quatre patrouilleurs rapides (PATRA) de classe Trident, commissionnés en 1976-1977. Les P400 étaient conçus à l'origine en deux versions  : l'une armée avec des missiles Exocet MM38 et l'autre version de service public avec un équipage de seize hommes. Aucune de ces versions n'a été produite, la Marine choisissant une version intermédiaire, sans missiles et avec un équipage d'une trentaine de personnes.
Ces bâtiments sont durant leur service actif positionnés dans les territoires d'outre-mer français (DOM/TOM) où ils conduisent des missions de surveillance et de sécurisation de la ZEE. Ils exécutent aussi des missions dans le cadre d'accords de la France avec d'autres nations, typiquement en renfort d'armées étrangères, ou des missions humanitaires.
Cinq d'entre eux sont désarmés entre 2009 et 2012, et deux autres (La Rieuse et La Tapageuse) sont vendus, respectivement à la Marine du Kenya en 2011 et à la Marine du Gabon en 2015 (ce dernier contrat n'étant pas mené à bout). Seuls restent, en 2013, La Moqueuse et La Glorieuse en Nouvelle-Calédonie et La Capricieuse et La Gracieuse en Guyane. La Glorieuse est la dernière unité qui sera retiré du service le 24 juillet 2023.
Au cours de leur vie opérationnelle, les P400 ont été légèrement modifiés pour des raisons techniques (notamment par l'ajout de deux cheminées), conduisant à l'alourdissement de ces navires, leur tonnage avoisinant plus les 500 tonnes à pleine charge que les 400 de leur nom.
La Marine nationale prévoit de les remplacer par les patrouilleurs Outre-mer ou par les patrouilleurs légers classés patrouilleurs hauturiers.

## Pays utilisateurs
- France

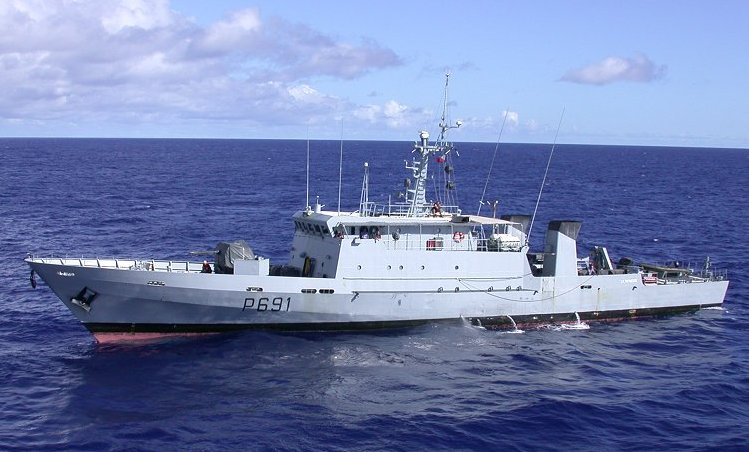
La Tapageuse.

  - L'Audacieuse (P682), désarmée en 2011 ; en attente de démantèlement au Cimetière de Landévennec depuis 2022.
  - La Boudeuse  (P683), désarmée en 2011 ; Cimetière de Landévennec 2011-2015 ; démantelée au Havre en 2015.
  - La Capricieuse (P684), désarmée en 2017[4]; en attente de démantèlement au Cimetière de Landévennec depuis 2018.
  - La Fougueuse (P685), désarmée en 2009 ; Cimetière de Landévennec 2009-2016 ; démantelée au Havre en 2016.
  - La Glorieuse (P686), désarmée en 2023[1] ; en attente de démantèlement à Nouméa depuis 2023.
  - La Gracieuse (P687), désarmée en 2017[4]; en attente de démantèlement au Cimetière de Landévennec depuis 2018.
  - La Moqueuse (P688), désarmée en 2020[4]; en attente de démantèlement à Nouméa depuis 2023.
  - La Railleuse (P689), désarmée en 2011 ; Cimetière de Landévennec 2011-2016 ; démantelée au Havre en 2016.
  - La Rieuse (P690), vendue au Kenya en 2011, baptisée Harembee.
  - La Tapageuse (P691), initialement revendue à la Marine gabonaise en 2014 par Piriou Naval Services et baptisée CV Bivigou Nziengui, après rénovation la vente fut annulée. Elle fut stationnée en 2016 en attente d'une livraison à Concarneau[5]. Elle est finalement revendue en 2022 à la Marine ivoirienne et renommée Contre-amiral Fadika.
- Gabon
  - Général Ba-Oumar (P07)
  - Colonel Djoué Dabany (P08)
- Uruguay [Cette série de la Classe Vigilante est plus ancienne, 1981. Ces navires sont aussi plus petits (42 m / 200 tonnes) et plus rapides (28 nds)]
  - Quince de Noviembre (ROU 05)
  - Veinticinco de Agosto (ROU 06)
  - Comodoro Coe (ROU 07)
- Oman
  - Al Bushra (B1)
  - Al Mansoor (B2)
  - Al Najah (B3)
- Brésil
  - Classe NAPA 500[6]
- Kenya
  - KNS Harambee II (ex-La Rieuse)
- Côte d'Ivoire
  - Contre-amiral Fadika (ex-La Tapageuse)

## Remplacement
Dans le cadre du projet Bâtiments de surveillance et d'intervention maritime (BATSIMAR), la Marine nationale songe à la succession des P400 pour lesquels elle souhaite des navires simples et robustes d'un plus fort tonnage, avec pour objectif une meilleure tenue à la mer, une plus grande autonomie et une capacité d'emport d'hélicoptère. Ils doivent aussi répondre aux besoins en matière de lutte contre les trafiquants de drogue, les pirates et les terroristes opérant à la mer. À cet effet, les Constructions Mécaniques de Normandie proposent La Vigilante 1400 CL 78 de 1 400 tonnes et DCNS le patrouilleur L'Adroit. En attendant ces bâtiments, soit entre 2011 et 2017, les avisos classe d'Estienne d'Orves sont allégés (retrait des missiles mer-mer Exocet, notamment) et remplaceront temporairement les P400,. En mai 2012, aucun programme de remplacement n'a été lancé.
En 2015, deux patrouilleurs de classe La Confiance de 60,8 mètres et 700 tonnes, à faible tirant d'eau adaptés à la Guyane, sont commandés et construits par Socarenam, puis un troisième en 2017. Deux unités entrent en service en 2017 et le troisième en 2020. De nouveaux patrouilleurs hauturiers de surveillance et d'intervention (BATSIMAR) étaient initialement prévus pour être livrés à partir de 2024, au rythme prévu de deux unités par an. Ce programme a été remplacé par la commande en novembre 2019 de 6 patrouilleur Outre-mer (POM) de 80 mètres et 1300 tonnes au chantier Socarenam. Le premier bâtiment (P779 Auguste Bénébig), a été mis sur cale le 8 octobre 2020, et a été admis en service actif en juillet 2023. Il est basé à Nouméa.